# Gräf & Stift C 12

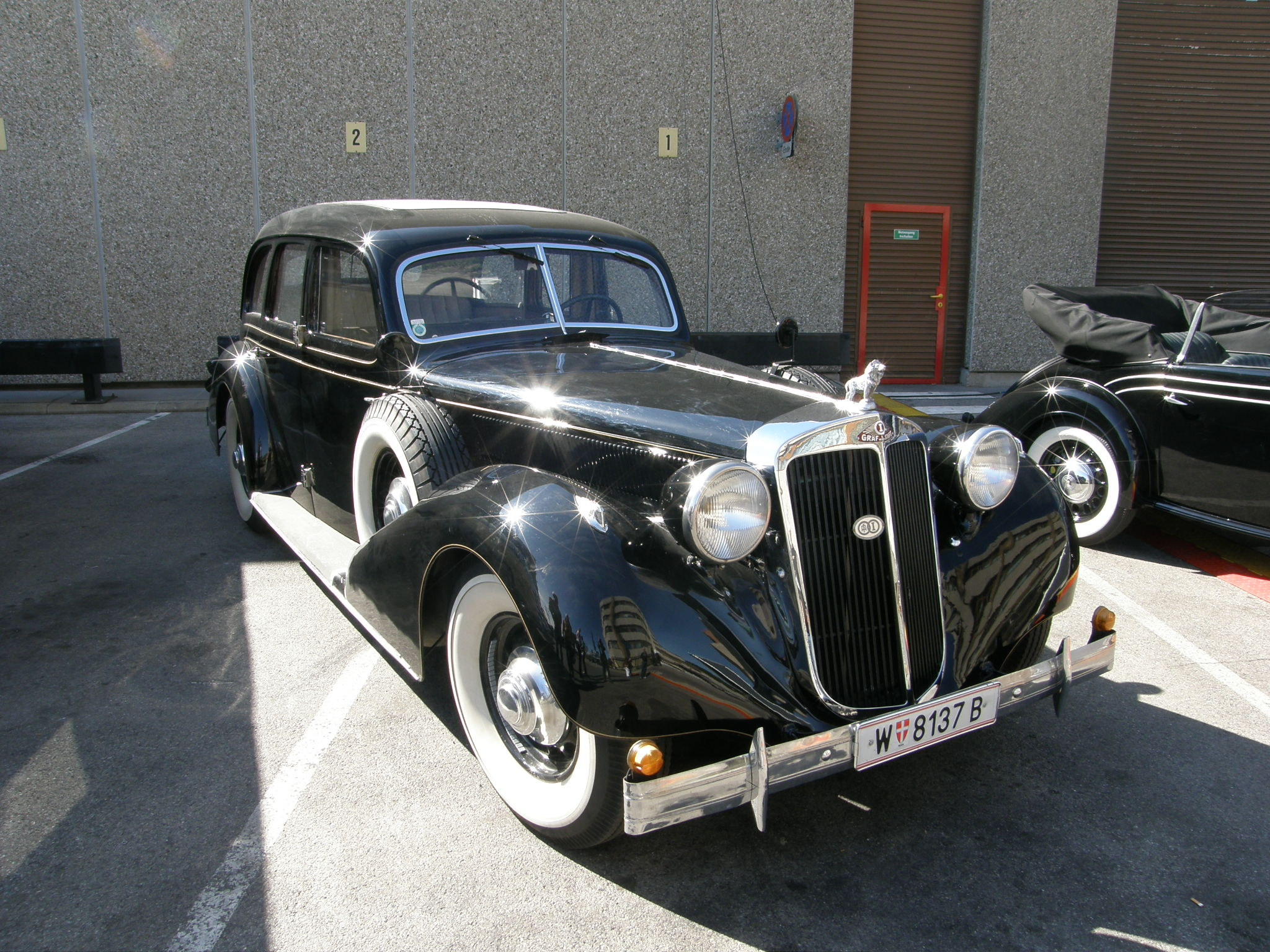
Der C12 bei der 100-Jahrefeier der ÖAF in Wien

Der Gräf & Stift C 12 ist ein Pkw der Oberklasse, von dem die Automobilfirma Gräf & Stift 1938 einen Prototyp herstellte. Der 12-Zylinder-Wagen sollte das Spitzenmodell der Marke werden, vorgesehen als Repräsentationsfahrzeug für die österreichische Regierung. Es kam jedoch nicht mehr zu einer Serienfertigung, da Österreich ans Deutsche Reich angeschlossen wurde.
Der Wagen hatte einen seitengesteuerten 12-Zylinder-V-Motor (von Lincoln aus den USA) vorne eingebaut, der über ein 4-Gang-Getriebe die Hinterräder antrieb. Er entwickelte 110 PS (81 kW) bei 3500/min. Die Höchstgeschwindigkeit des 2500 kg schweren Fahrzeuges betrug 125 km/h.
Der Wagen wurde im Mai 2012 und abermals im Mai 2014 auf der Oldtimermesse in Tulln/Niederösterreich gezeigt.

## Technische Daten
| Typ                   | C 12 (Prototyp)  |
| Bauzeitraum           | 1938             |
| Motor                 | 12 Zyl. V 4 Takt |
| Ventile               | stehend (sv)     |
| Bohrung × Hub         | 97 mm × 95 mm    |
| Hubraum               | 4036 cm³         |
| Leistung (PS)         | 110              |
| Leistung (kW)         | 81               |
| Verbrauch             | 25 l / 100 km    |
| Höchstgeschwindigkeit | 125 km/h         |
| Leergewicht           | 2500 kg          |
| Radstand              | 3520 mm          |

## Quelle
- Werner Oswald: Deutsche Autos 1920–1945. 10. Auflage. Motorbuch Verlag, Stuttgart 1996, ISBN 3-87943-519-7.